# Al-Zarrar
El Al-Zarrar es un carro de combate principal desarrollado y manufacturado por Industrias Pesadas Taxila (IPT), de Pakistán, para el Ejército Pakistaní, que no es más sino una variante modernizada del modelo chino Tipo 59 pensada para ser un reemplazo rentable, en cuanto a costo/beneficio; para los Tipo 59 en el arsenal pakistaní.

## Historia
El Alto Mando del Ejército de Pakistán realizó una investigación y un análisis de su inventario de tanques de procedencia china del modelo Tipo 59, concluyendo que sus inventarios eran muy cuantiosos para ser descartados y/o reemplazados de manera económica. Así que se creó una forma de actualizarlos en sus propias instalaciones, mediante un programa  que se inició como Heavy Industries Taxila (del inglés: Heavy Industries Taxila (HIT)) en 1990; que incluía la mayoría, sino la totalidad, de dichos tanques. Esto se llevó a cabo con el fin de incrementar el poder de fuego, movilidad y el nivel de protección con que contaban vehículos como el Tipo 59, renovarlos por completo aprovechando al máximo el blindaje, y darle las capacidades de un tanque moderno en los actuales campos de batalla, a la fracción del costo de un CCP. La primera fase del programa de actualización se completó en 1997. La segunda se inició en 1998 cuando los talleres de la HIT empezaron el desarrollo y prueba del nuevo tanque, un Tipo 59 reconstruido con más de 50 modificaciones extensivas, resultando en tres prototipos con ligeras diferenciaciones en cuanto a sus especificaciones (sistemas de control de disparo diferentes, por ejemplo). Muchos de los sistemas originalmente desarrollados por los ingenieros de las factorías HIT para el Al-Khalid se fueron incorporando. Los prototipos se sometieron a extensas modificaciones y bajo las rigurosas pruebas hechas por parte de los inspectores de la HIT y el Ejército Nacional de Pakistán, que luego seleccionaron una versión final, denominada Al-Zarrar. Las plantas de las HIT iniciaron la producción total del Al-Zarrar a partir el año 2003.

## Características
Equipado con armamento, control de tiro y protección balística moderna, este paquete de actualizaciones; es promovido dentro de los países propietarios de vehículos similares como el T-54A y el chino Tipo 59, por HIT en el exterior, y como una alternativa para modernizar esta clase de tanques al estándar del Al-Zarrar. Las 54 modificaciones hechas a un Tipo 59 hacen del Al-Zarrar, efectivamente, un carro de combate totalmente nuevo.
El programa de desarrollo comenzó en 1990 y el primer lote de 80 vehículos fue entregado al Ejército Pakistaní el 26 de febrero de 2004.

### Diseño

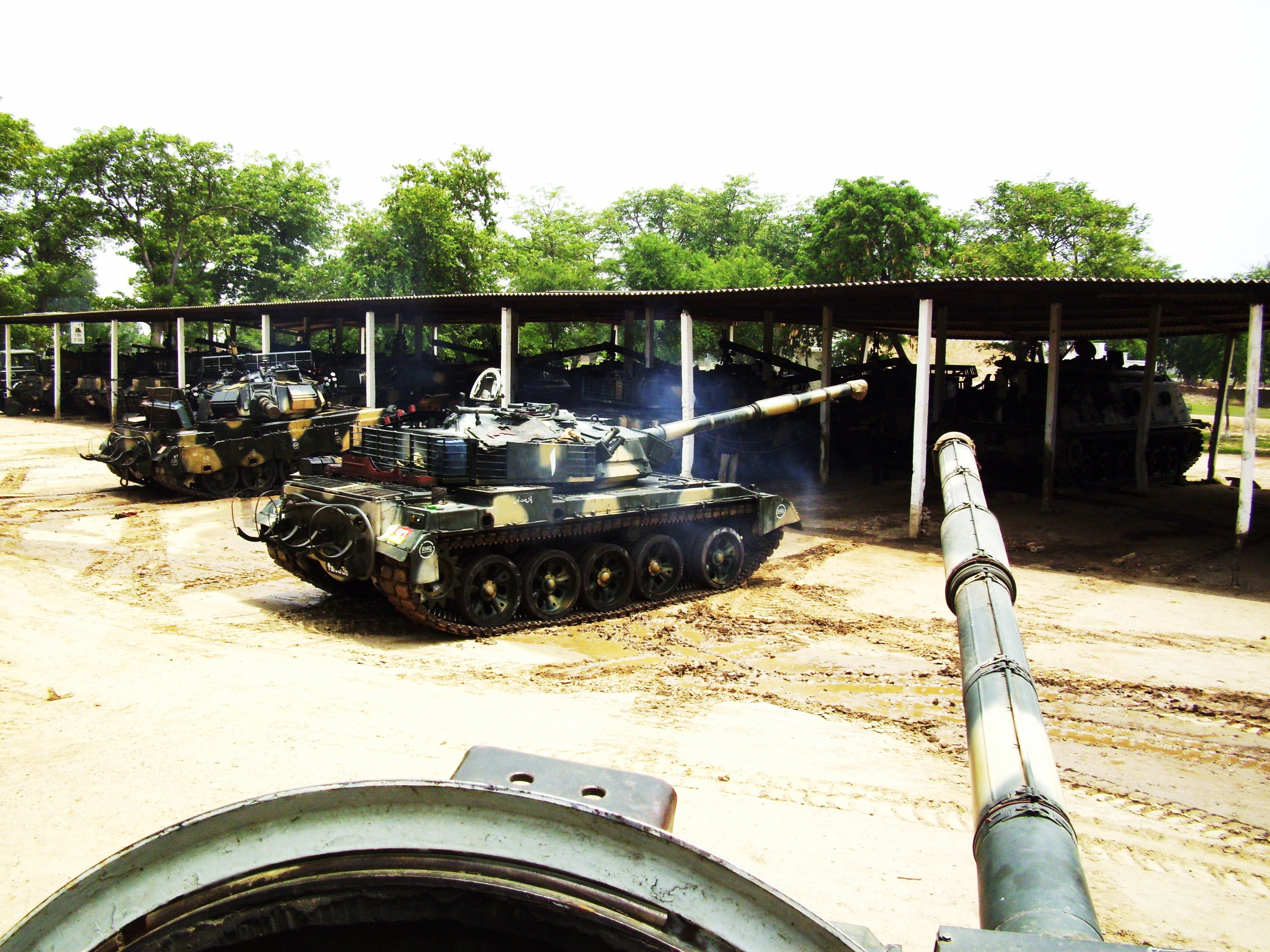
Un Al-Zarrar del Ejército de Pakistán del 27vo. regimiento de Caballería mecanizada estacionado en Kharian.

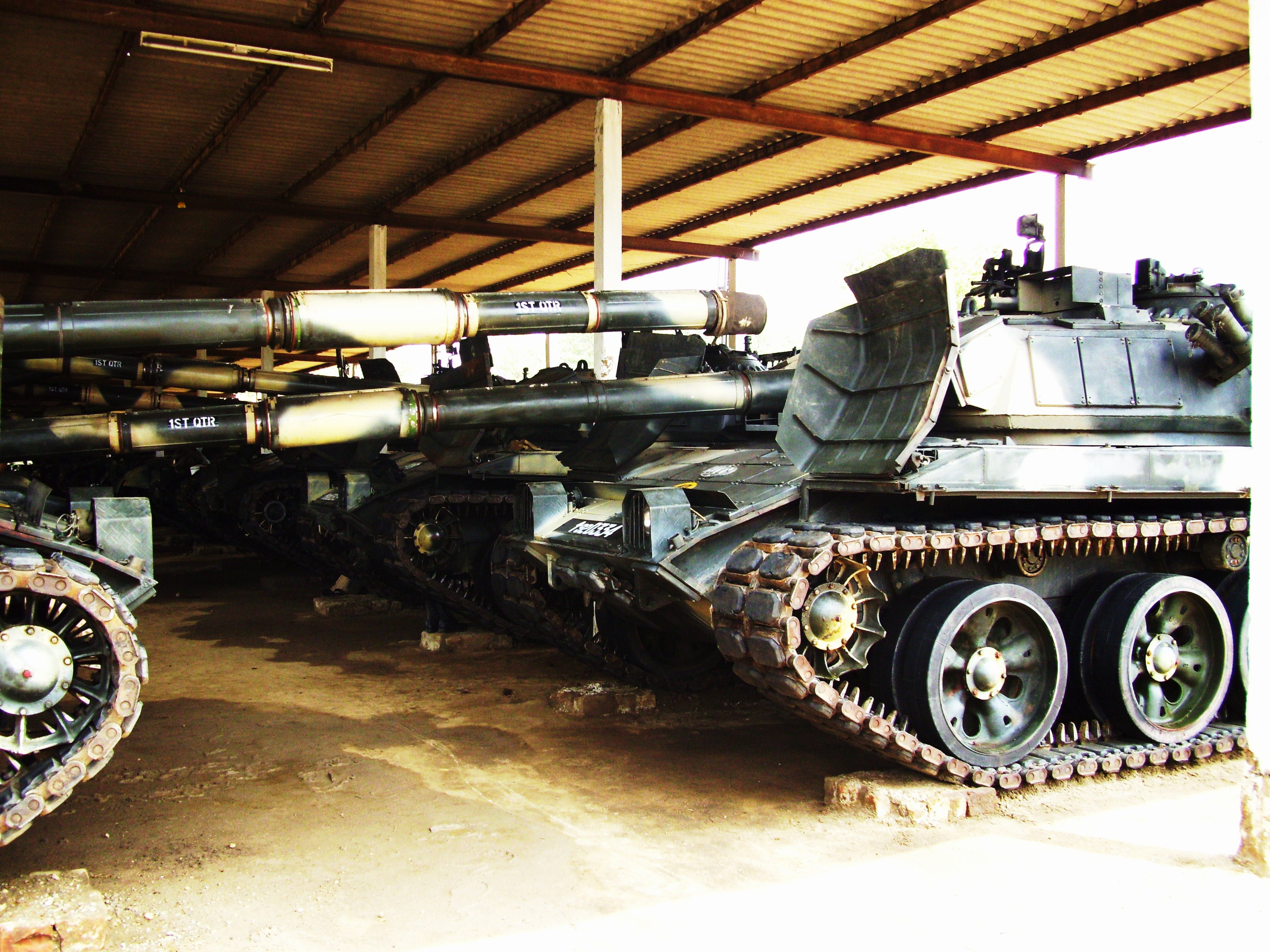
Un Al-Zarrar del Ejército de Pakistán del 27vo. regimiento de Caballería mecanizada estacionado en Kharian.

En su casco externo es similar en ciertas partes al T-55, pero con notorias diferencias como el blindaje reactivo añadido en el exterior, y en su motorización monta el motor 6-UTD ucraniano, con más de 1.200 cv de fuerza impulsora, lo que le provee de excelente aceleración y velocidad tope en el campo de batalla.

### Armamento y control de tiro
El armamento principal del Al-Zarrar es un cañón de 125 mm con ánima lisa y cromada. Desde este se pueden disparar proyectiles del tipo APFSDS, HEAT - FS e incluso las del tipo HE - FS así como misiles antitanque guiados por láser, aparte de esto un proyectil de UD (Uranio empobrecido) de diseño paksitaní, llamado Naiza 125 mm. El proyectil Naiza es capaz de penetrar 55 cm de blindaje RHA hasta una distancia máxima de 2 km[cita requerida]. La recarga depende de un mecanismo semiautomático por medio de un autocargador. El cañón está estabilizado en dos ejes y dispone de un sistema de imágenes térmicas para el comandante y el artillero integrado al sistema de control de tiro. El sistema de control de tiro e imágenes está estabilizado e incluye un telémetro láser para lograr un acierto mayor e información más precisa sobre el uso y tipo de munición para la computadora balística, e incluso un novedoso sistema de control del cañón está instalado en esta actualización.
El armamento secundario consiste en una ametralladora externa de 12,7 mm para uso antiaéreo y que va montada en el techo de la torreta, que es apuntada y disparada desde el interior del tanque, y otra ametralladora de 7,62 mm coaxial al cañón.

### Movilidad
El Al-Zarrar es propulsado por un motor diésel del modelo ucraniano 6-UTD, de 12 cilindros y refrigerado por líquido, con una fuerza tractora de 730 caballos de vapor (537 kW) y un torque de 305 kg a 1.300-1.400 rpm. Su peso en combate es del orden de las 40 t, lo que le brinda al Al-Zarrar una de las más altas tasas de eficiencia, y una relación peso/potencia de 18,3 cv/t, aparte de una velocidad máxima de 65 km/h. 
El confort de la tripulación se ha mejorado con la inclusión de un tipo de suspensión de barras de torsión modificado del original que equipa al Tipo 59.

### Protección
El Al-Zarrar usa módulos de blindaje compuesto y de blindaje explosivo reactivo para añadir protección frente a misiles anticarro, minas y otras armas.
El sistema de alerta temprana por láseres de fabricación pakistaní; el ATCOP LTS-1 se ha equipado para proporcionar información a los tripulantes del tanque si éste ha sido marcado por un telémetro láser o por un designador láser enemigo. Los lanzagranadas de humo se sitúan a los lados de la torreta. Para incrementar la supervivencia de los tripulantes, se han instalado un sistema automatizado de extinción de incendios y un supresor de explosiones en caso de encenderse la munición transportada internamente.

## Exportación
En octubre de 2008, el comandante del Ejército de Bangladés visita a su contraparte pakistaní para discutir un programa de actualización de la flota de tanques Tipo 59 del Ejército Bangladesí. Bangladés intenta actualizar 300 de sus tanques Tipo 59 a los estándares del Al-Zarrar en el Taller de Maquinaria Pesada N.º 902, siendo el primer país al ser exportado dicho modelo del Al-Zarrar. Pero, en recientes eventos y negociaciones el Ejército de Bangladés optó por actualizar sus 300 Tipo 59/59II al modelo Tipo 59G en su Taller de Maquinaria Pesada N.º 902. Recientemente un ejemplar del Tipo-59G ha sido importado desde China como una muestra base de producción, pero se le ha instalado una torreta similar a la del Tipo 96 chino. En este se ha incorporado adiciones de blindaje reactivo y sistemas de contramedidas avanzados con la incorporación de tecnologías de las que se encuentran en los tanques modernos de tercera generación. Se ha dicho que los tanques Tipo 59G de Bangladés son mucho más avanzados que las versiones pakistaníes como el Al-Zarrar y los Tipo 59D de Birmania.

## Usuarios
Pakistán
- Ejército Pakistaní

 Birmania
 Tailandia
En algunas de sus unidades del modelo Tipo 59 se han implementado estas mejoras, pero se declinaron hacer más ante la adquisición del más sofisticado T-84 en negociaciones sostenidas con el gobierno de Ucrania.

### Desarrollos relacionados
- Tipo 58 -

Tipo 59 -
Tipo 62 -
Tipo 69/79 -
Tipo 80/85/88 -
Tipo 90/96 -
Tipo 99 -
MBT 2000/Al-Khalid -
MBT-3000 -

### Vehículos similares
- Tipo 98G
 Tipo 99 A2
- P'ookpong Ho (M-2002)
- K2 Black Panther
- M-95 Degman
- M1 Abrams A2
- AMX-56 Leclerc
- Arjun
- Zulfiqar 3
- C1 Ariete
- Merkava IV
- Tipo 90 
  Tipo 10
- / Al-Khalid
- PT-91Z
- Challenger 2 LIP
- T-90AM
 T-80UM2
- M-84AS (M-2001)
- / Stridsvagn 122
- MİTÜP Altay
- T-84 Oplot-M

### Listas relacionadas
- Anexo:Tanques de combate principal por generación